# Jernej Damjan
Jernej Damjan (Ljubljana, 28. svibnja 1983.), slovenski skijaš skakač. Član je SSK Sam Ihan od 2013./14., a prije toga član Costella Ilirija. Skače na skijama Fischer. Osobni skakački rekord skočio je na Planici 2011., 220,5 metara.
Godinama jedan od najboljih slovenskih skijaša skakača. U Svjetskom se kupu natječe od sezone 2003./04. Najbolje su mu sezone bile 2005. i 2008. kad je bio ukupno 15. u Svjetskom kupu. Najbolji rezultat koji je ostvario na Olimpijskim igrama je 28. mjesto u pojedinačnoj konkurenciji na velikoj skakaonici u Torinu 2006. godine. Najbolji rezultat na svjetskom prvenstvu u skijaškim letovima je 12. mjesto u Oberstdorfu 2008. godine.

## Svjetski kup
Plasman na pobjednička postolja u Svjetskom kupu.
| Sezona    | Datum              | Lokacija             | Plasman |
| --------- | ------------------ | -------------------- | ------- |
| 2006./07. | 10. veljače 2007.  | Willingen, Njemačka  | 3.      |
| 2006./07. | 23. ožujka 2007.   | Planica, Slovenija   | 3.      |
| 2007./08. | 17 Feb 2008        | Willingen, Njemačka  | 3.      |
| 2013./14. | 25. siječnja 2014. | Sapporo, Japan       | 2.      |
| 2013./14. | 26. siječnja 2014. | Sapporo, Japan       | 1.      |
| 2013./14. | 1. veljače 2014.   | Willingen, Njemačka  | 3.      |
| 2014./15. | 20. prosinca 2014. | Engelberg, Švicarska | 3rd     |

## Vanjske poveznice
- Jernej Damjan na stranicama Međunarodne skijaške federacije
- Službene stranice